# Leichtathletik-Europameisterschaften 1958/1500 m der Männer

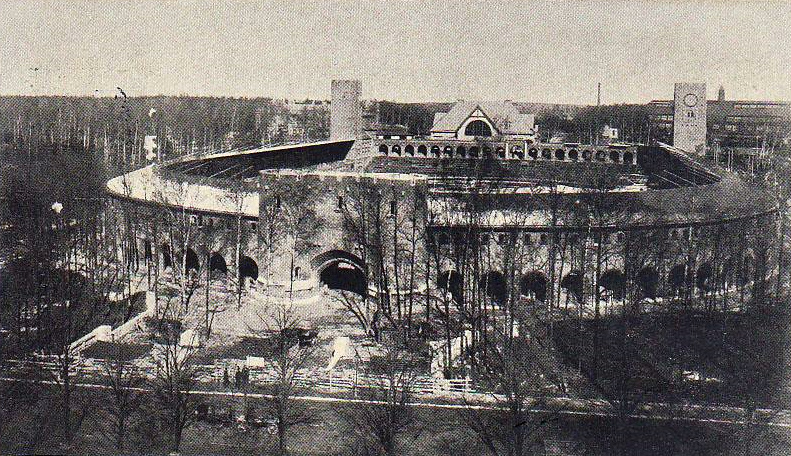
Ansichtskarte des Stockholmer Olympiastadions aus dem Jahr 1912

Der 1500-Meter-Lauf der Männer bei den Leichtathletik-Europameisterschaften 1958 wurde am 22. und 24. August 1958 im Stockholmer Olympiastadion ausgetragen.
Europameister wurde der Brite Brian Hewson. Den zweiten Platz belegte der Schwede Dan Waern. Der irische Olympiasieger von 1956 Ron Delany gewann Bronze.

## Rekorde

### Bestehende Rekorde
| Weltrekord   | 3:38,1 min | Stanislav Jungwirth | Stará Boleslav, Tschechoslowakei (heute Tschechien) | 12. Juli 1957   |
| Europarekord | 3:38,1 min | Stanislav Jungwirth | Stará Boleslav, Tschechoslowakei (heute Tschechien) | 12. Juli 1957   |
| EM-Rekord    | 3:43,8 min | Roger Bannister     | EM Bern, Schweiz                                    | 29. August 1954 |

### Rekordverbesserung
Der bestehende EM-Rekord wurde verbessert und darüber hinaus gab es fünf neue Landesrekorde.
- Meisterschaftsrekord:
  - 3:40,8 min – Olavi Vuorisalo (Finnland), erster Vorlauf am 22. August
- Landesrekorde:
  - 3:41,1 min – Brian Hewson (Großbritannien), erster Vorlauf am 22. August
  - 3:41,9 min – Arne Hamarsland (Norwegen), erster Vorlauf am 22. August
  - 3:42,3 min – Gianfranco Baraldi (Italien), erster Vorlauf am 22. August
  - 3:43,0 min – Roger Verheuen (Niederlande), erster Vorlauf am 22. August
  - 3:44,5 min – Tomás Barris (Spanien), dritter Vorlauf am 22. August

## Vorrunde
22. August 1958, 17.45 Uhr

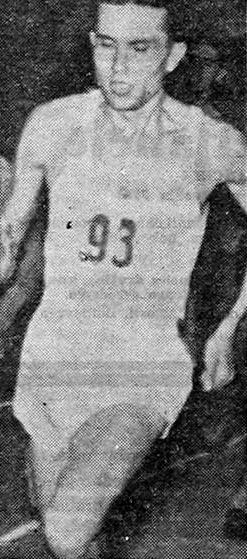
Als Siebter des ersten Vorlaufs erreichte Simo Vazič nicht das Finale

Die Vorrunde wurde in vier Läufen durchgeführt. Die ersten drei Athleten pro Lauf – hellblau unterlegt – qualifizierten sich für das Finale.

### Vorlauf 1
| Platz | Name               | Nation         | Zeit (min) |
| ----- | ------------------ | -------------- | ---------- |
| 1     | Olavi Vuorisalo    | Finnland       | 3:40,8 CR  |
| 2     | Brian Hewson       | Großbritannien | 3:41,1 NR  |
| 3     | István Rózsavölgyi | Ungarn         | 3:41,5     |
| 4     | Arne Hamarsland    | Norwegen       | 3:41,9 NR  |
| 5     | Gianfranco Baraldi | Italien        | 3:42,3 NR  |
| 6     | Roger Verheuen     | Niederlande    | 3:43,0 NR  |
| 7     | Simo Vazič         | Jugoslawien    | 3:45,7     |
| 8     | Rudolf Klaban      | Österreich     | 3:48,2     |
| 9     | Cesáreo Marín      | Spanien        | 3:53,4     |

### Vorlauf 2

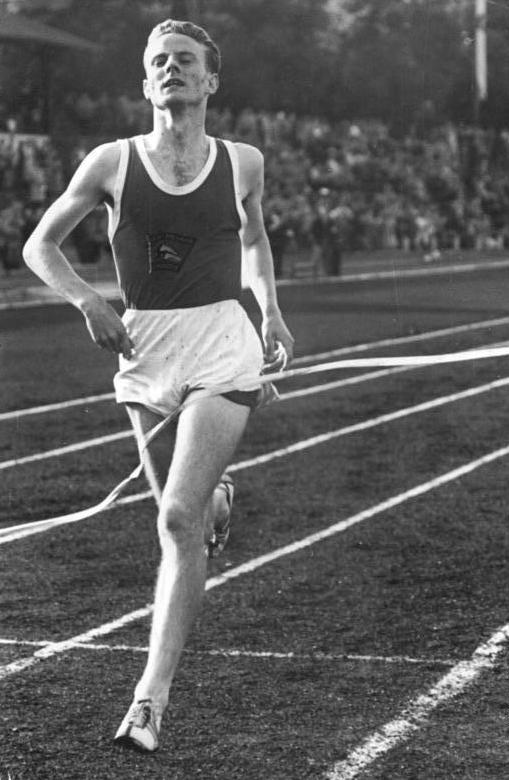
Der Olympiazweite von 1956 Klaus Richtzenhain schied als Fünfter im zweiten Vorlauf aus
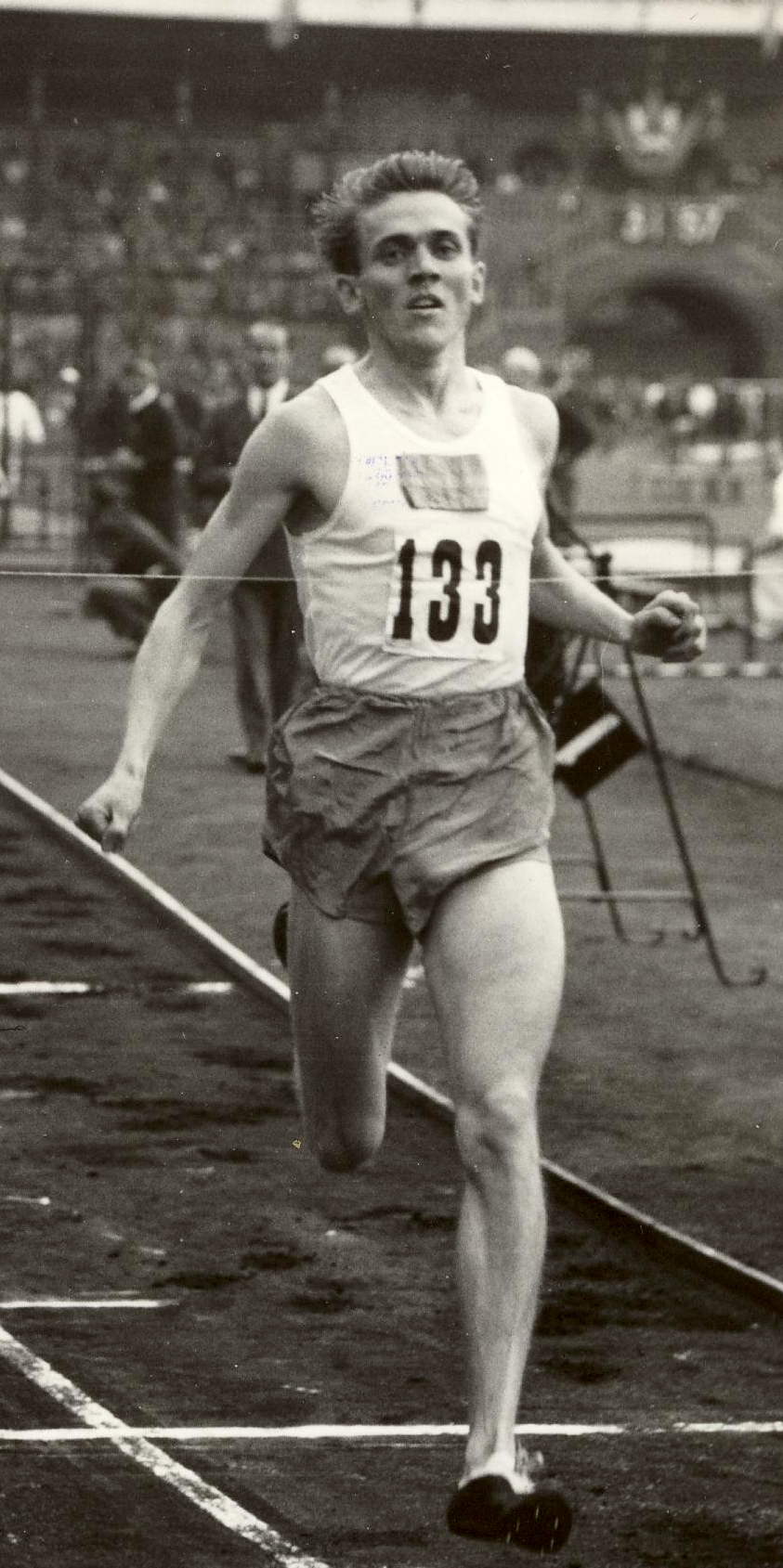
Platz sechs im zweiten Vorlauf reichte dem EM-Vierten von 1954 Ingvar Ericsson nicht für die Teilnahme am Finale

| Platz | Name               | Nation      | Zeit (min) |
| ----- | ------------------ | ----------- | ---------- |
| 1     | Ron Delany         | Irland      | 3:47,0     |
| 2     | Olavi Salsola      | Finnland    | 3:47,5     |
| 3     | Ulf-Bertil Lundh   | Norwegen    | 3:47,8     |
| 4     | Joško Murat        | Jugoslawien | 3:48,2     |
| 5     | Klaus Richtzenhain | Deutschland | 3:49,0     |
| 6     | Ingvar Ericsson    | Schweden    | 3:49,1     |
| 7     | Alfred Langenus    | Belgien     | 3:52,5     |
| 8     | Ernst Kleiner      | Schweiz     | 3:53,7     |

### Vorlauf 3
| Platz | Name               | Nation         | Zeit (min) |
| ----- | ------------------ | -------------- | ---------- |
| 1     | Dan Waern          | Schweden       | 3:42,3     |
| 2     | Siegfried Herrmann | Deutschland    | 3:42,5     |
| 3     | Lajos Kovács       | Ungarn         | 3:43,0     |
| 4     | Stefan Lewandowski | Polen          | 3:43,2     |
| 5     | Tomás Barris       | Spanien        | 3:44,5 NR  |
| 6     | Michael Blagrove   | Großbritannien | 3:45,2     |
| 7     | Alfredo Rizzo      | Italien        | 3:50,5     |
| 8     | André Guilhaumon   | Frankreich     | 3:50,6     |

### Vorlauf 4
| Platz | Name                     | Nation           | Zeit (min) |
| ----- | ------------------------ | ---------------- | ---------- |
| 1     | Stanislav Jungwirth      | Tschechoslowakei | 3:49,0     |
| 2     | Zbigniew Orywał          | Polen            | 3:49,3     |
| 3     | Michel Jazy              | Frankreich       | 3:49,5     |
| 4     | Piatras-Ionas Pipine     | Sowjetunion      | 3:49,6     |
| 5     | Mijndert Blankenstein    | Niederlande      | 3:50,2     |
| 6     | Dimitrios Konstantinidis | Griechenland     | 3:50,5     |
| 7     | Svavar Markússon         | Schweden         | 3:51,4     |
| 8     | Muharrem Dalkılıç        | Türkei           | 3:52,6     |

## Finale
24. August 1958, 15.30 Uhr
| Platz | Name                | Nation           | Zeit (min) |
| ----- | ------------------- | ---------------- | ---------- |
| 1     | Brian Hewson        | Großbritannien   | 3:41,9     |
| 2     | Dan Waern           | Schweden         | 3:42,1     |
| 3     | Ron Delany          | Irland           | 3:42,3     |
| 4     | István Rózsavölgyi  | Ungarn           | 3:42,7     |
| 5     | Olavi Vuorisalo     | Finnland         | 3:42,8     |
| 6     | Siegfried Herrmann  | Deutschland      | 3:43,4     |
| 7     | Zbigniew Orywał     | Polen            | 3:43,7     |
| 8     | Stanislav Jungwirth | Tschechoslowakei | 3:44,4     |
| 9     | Ulf-Bertil Lundh    | Norwegen         | 3:44,7     |
| 10    | Michel Jazy         | Frankreich       | 3:45,4     |
| 11    | Lajos Kovács        | Ungarn           | 3:51,6     |
| 12    | Olavi Salsola       | Finnland         | 3:53,9     |

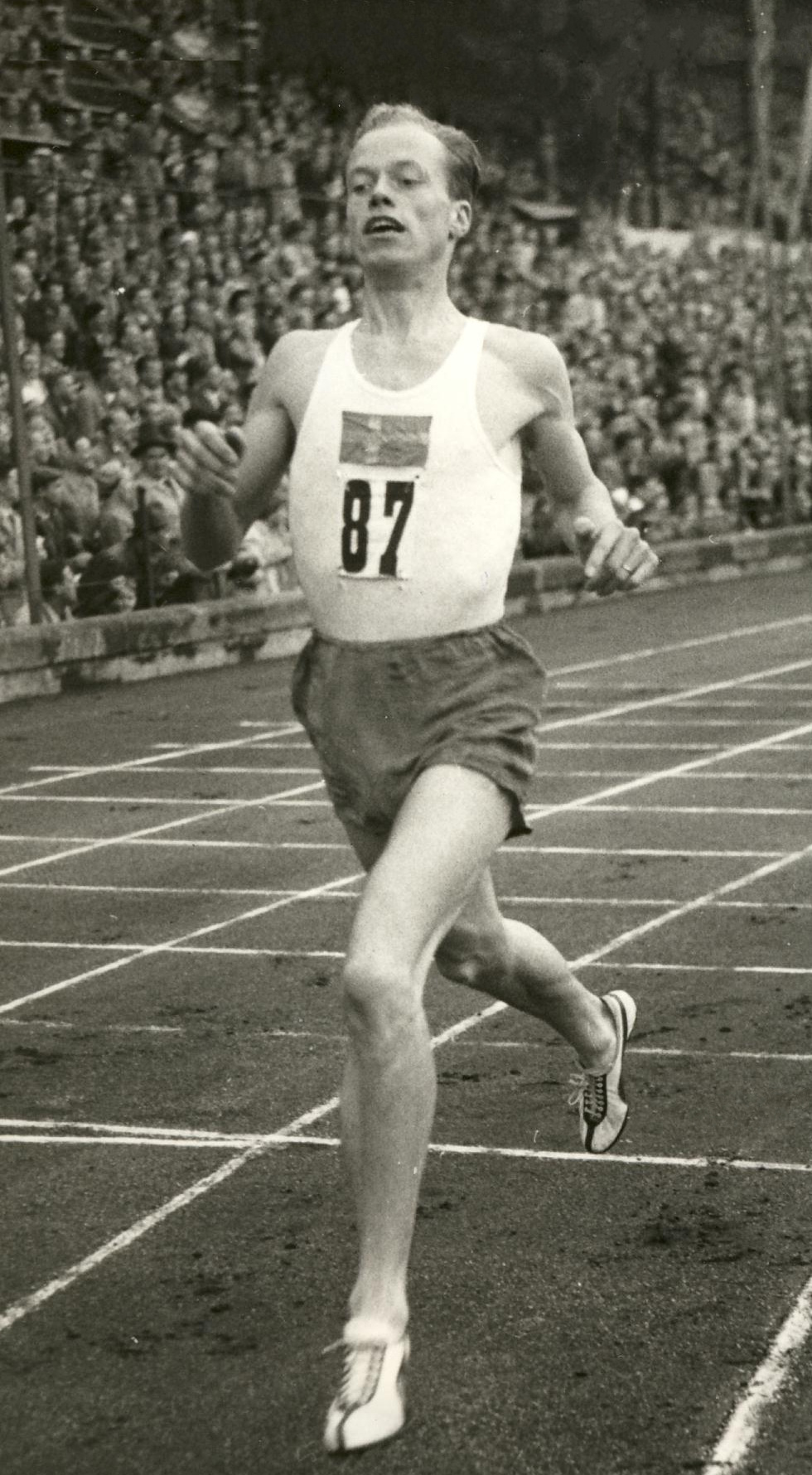
Vizeeuropameister Dan Waern

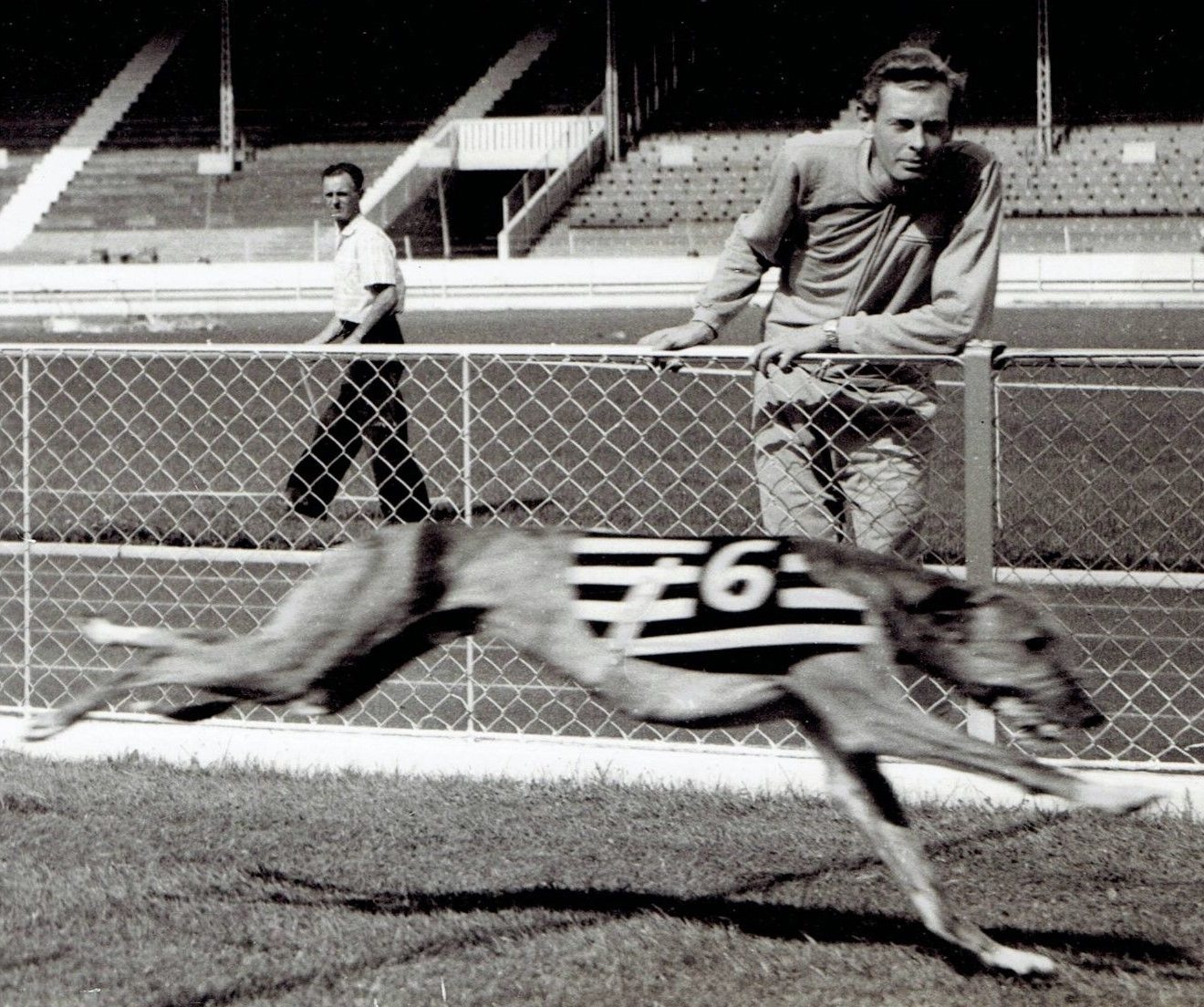
Europameister Brian Hewson als
Zuschauer bei einem Windhundrennen

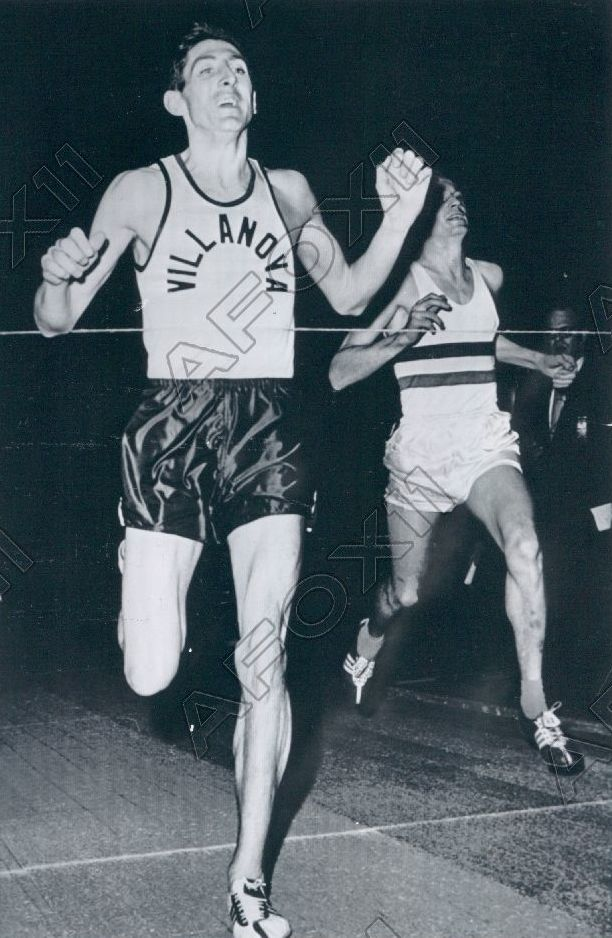
Nach seiner olympischen Goldmedaille 1956 errang Ron Delany EM-Bronze
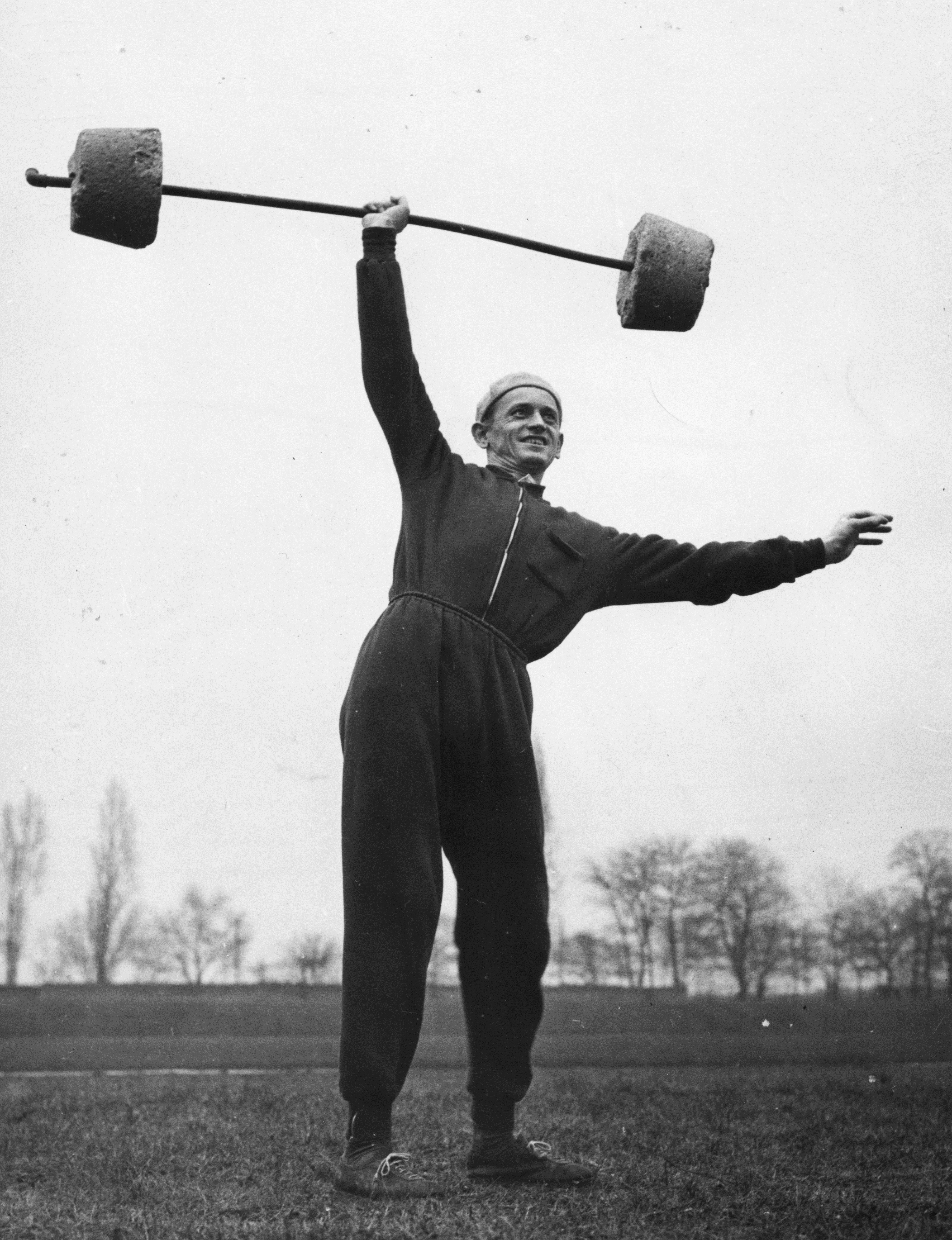
Ex-Weltrekordler István Rózsavölgyi kam auf den vierten Platz

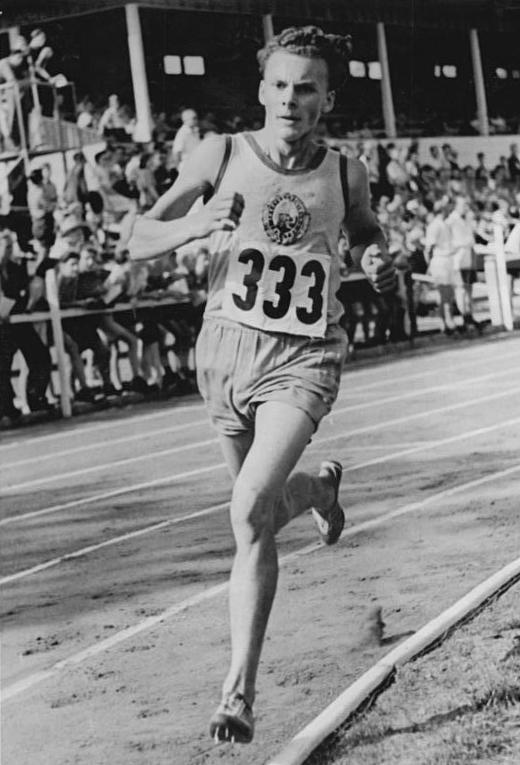
Siegfried Herrmann belegte Rang sechs
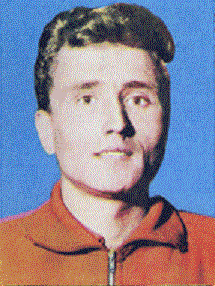
Mit einem zehnten Platz bei diesen Europameisterschaften begann Michel Jazy seine später überaus erfolgreiche Karriere
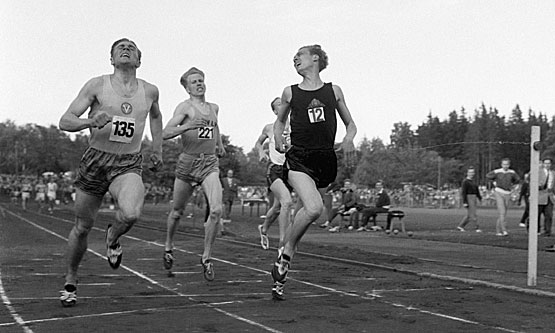
Olavi Salsola (rechts) – hier als Zweiter beim Weltrekordlauf seines Landsmanns Olavi Salonen – erreichte Platz zwölf in diesem Finale, nachdem er im Vorlauf Meisterschaftsrekord gelaufen war